# Rhein-Erft-Kreis
Rhein-Erft-Kreis är ett distrikt (tyska: Kreis) i Regierungsbezirk Köln i förbundslandet Nordrhein-Westfalen i västra Tyskland, väster om staden Köln. Distriktets huvudstad är Bergheim och största stad är Kerpen.

## Administrativ kommunindelning
Distriktet indelas i följande stadskommuner, indelade efter grad av administrativt självstyre. Invånarantal 31 dec 2013 anges inom parentes.
| Större städer - Bergheim (59 272) - Kerpen (63 784) Medelstora städer - Bedburg (22 846) - Brühl (44 029) - Elsdorf (20 991) - Erftstadt (49 037) - Frechen (51 080) - Hürth (57 230) - Pulheim (53 109) - Wesseling (35 224) |

## Infrastruktur
Genom distriktet går ett större antal motorvägar, bland annat A1 och A4.